# Daugavas Vanagi
Daugavas Vanagi (lettisch für „Düna-Falken“) ist die Veteranenvereinigung der ehemaligen lettischen SS-Verbände. Sie wurde am 28. Dezember 1945 gegründet. Bekannt ist sie heute vor allem für die Organisation des jährlich stattfindenden so genannten „Marsch der Legionäre“, da bei diesem mitten in Lettlands Hauptstadt Riga offen NS-Symbole zur Schau getragen werden (vergleichbar mit dem Tag der Ehre in Budapest). Der Marsch wurde lange regelmäßig von hochrangigen lettischen Politikern besucht bzw. verteidigt, darunter auch bereits mehrere zu dieser Zeit amtierende lettische Staatspräsidenten. Aufgrund internationalen Drucks besuchen Regierungsmitglieder seit 2014 den Marsch nicht mehr.

## Marsch der Legionäre
In Lettlands Hauptstadt Riga organisiert Daugavas Vanagi jährlich am 16. März einen Marsch zum Freiheitsdenkmal zum Gedenken an die Angehörigen der lettischen Waffen-SS-Division. Zu diesem reisen regelmäßig Rechtsextreme und Neonazis aus verschiedenen Nationen an; es werden unter anderem SS-Uniformen und Hakenkreuze präsentiert. Das Zeigen dieser Symbole ist in Lettland gesetzlich verboten, so dass in den letzten Jahren mehrfach Teilnehmer wegen Verstoßes gegen dieses Gesetz festgenommen wurden.
Beim Marsch 2014 verbot Ministerpräsidentin Laimdota Straujuma ihren Regierungsmitgliedern, am Marsch teilzunehmen. Am 14. März 2014 wurde der damalige lettische Umweltminister Einārs Cilinskis von Straujuma entlassen. Er hatte angekündigt, entgegen der Vorgabe wie in den Jahren zuvor am Gedenkmarsch teilzunehmen.

## Aktivitäten in Deutschland
In Deutschland agiert Daugavas Vanagi als eingetragener Verein und ist unter anderem in Besitz des fünf Hektar großen Grundstücks Leinhaldenweg 28 im Freiburger Stadtteil Zähringen mit einer Villa und mehreren Wohngebäuden, ursprünglich bekannt als „Emil-Gött-Haus“ bzw. „Birkenhof“. Daugavas Vanagi betreibt die Liegenschaft unter dem Namen „Lettisches Haus Bērzaine“ als Gäste- und Wohnhaus. Außerdem organisiert Daugavas Vanagi dort gelegentlich lettische Kulturveranstaltungen.